# Tiago Castro
Tiago Augusto Oliveira Castro, noto semplicemente come Tiago Castro (Guimarães, 31 gennaio 1996), è un calciatore portoghese, centrocampista del Lusitanos Saint-Maur.

## Caratteristiche tecniche
È un esterno destro.

## Carriera
È cresciuto fra Sporting Lisbona, Braga e Vitória Guimarães.
Dopo quattro stagioni nella seconda squadra del club bianconero, il 31 gennaio 2019 è passato al Vitória Setúbal. Ha esordito in Primeira Liga l'11 febbraio seguente disputando l'incontro pareggiato 0-0 contro il Belenenses.

## Statistiche
Statistiche aggiornate al 25 agosto 2019.

### Presenze e reti nei club
| Stagione                 | Squadra                  | Campionato               | Campionato | Campionato | Coppe nazionali | Coppe nazionali | Coppe nazionali | Coppe continentali | Coppe continentali | Coppe continentali | Altre coppe | Altre coppe | Altre coppe | Totale | Totale | Totale |
| Stagione                 | Squadra                  | Comp                     | Pres       | Reti       | Comp            | Pres            | Reti            | Comp               | Pres               | Reti               | Comp        | Pres        | Reti        | Pres   | Reti   |        |
| ------------------------ | ------------------------ | ------------------------ | ---------- | ---------- | --------------- | --------------- | --------------- | ------------------ | ------------------ | ------------------ | ----------- | ----------- | ----------- | ------ | ------ | ------ |
| 2015-2016                | Vitória Guimarães B      | LdH                      | 21         | 0          |                 | -               | -               |                    | -                  | -                  |             | -           | -           | 21     | 0      |        |
| 2016-2017                | Vitória Guimarães B      | LdH                      | 30         | 5          |                 | -               | -               |                    | -                  | -                  |             | -           | -           | 30     | 5      |        |
| 2017-2018                | Vitória Guimarães B      | LdH                      | 33         | 2          |                 | -               | -               |                    | -                  | -                  |             | -           | -           | 33     | 2      |        |
| 2018-gen. 2019           | Vitória Guimarães B      | LdH                      | 11         | 0          |                 | -               | -               |                    | -                  | -                  |             | -           | -           | 11     | 0      |        |
| Totale Vitoria Guimarães | Totale Vitoria Guimarães | Totale Vitoria Guimarães | 95         | 7          |                 | -               | -               |                    | -                  | -                  |             | -           | -           | 95     | 7      |        |
| gen.-giu. 2019           | Vitória Setúbal          | PL                       | 5          | 0          | CP+CdL          | 0               | 0               |                    | -                  | -                  |             | -           | -           | 5      | 0      |        |
| 2019-2020                | Vitória Setúbal          | PL                       | 1          | 0          | CP+CdL          | 0+1             | 0               |                    | -                  | -                  |             | -           | -           | 2      | 0      |        |
| Totale carriera          | Totale carriera          | Totale carriera          | 101        | 7          |                 | 1               | 0               |                    | 0                  | 0                  |             | -           | -           | 102    | 7      |        |